# Le nostre sorelle di danza
Le nostre sorelle di danza (Our Dancing Daughters) è un film del 1928 prodotto negli Stati Uniti e diretto da Harry Beaumont. Fu il film che fece di Joan Crawford una star.
Girato muto, venne distribuito anche in versione sonora, con sequenze parlate, musica sincronizzata ed effetti sonori.
Il film ottenne due candidature all'Oscar: per la sceneggiatura a Josephine Lovett e per la fotografia a George Barnes.

## Trama
Tre donne si inseriscono nella società californiana: Anne è un'ambiziosa tradita dalla sua inclinazione all'alcol, Beatrice è invece di buoni sentimenti, mentre Diana è seria ma piena di gioia di vivere.

## Produzione
Il film fu prodotto dalla Metro-Goldwyn-Mayer (MGM).

## Distribuzione
Il copyright del film, richiesto dalla Metro-Goldwyn-Mayer Distributing Corp., fu registrato il 1º settembre 1928 con il numero LP25605
Distribuito dalla Metro-Goldwyn-Mayer (MGM), il film uscì nelle sale cinematografiche degli Stati Uniti il 1º settembre 1928; a New York fu presentato il 7 ottobre.
La Warner Home Video lo ha distribuito in DVD il 3 dicembre 2010 in una versione di 84 minuti in Dolby Digital 2.0 mono sound, con sottotitoli inglesi.